# Laurent de Faye
Laurent de (La) Faye, originaire de Touraine et mort en 1391, est un prélat français du XIVe siècle   . 

## Biographie
Laurent de Faye est maître des requêtes de l'hôtel du roi Charles V. Il est évêque de Saint-Brieuc de 1375 à 1379.  Il est très attaché au roi de France, Charles V et assiste au lit de justice où la confiscation de la Bretagne est prononcée. L'évêque de Saint-Brieuc comprend qu'après avoir sanctionné par sa présence cet acte inique, il ne peut reparaître dans sa ville épiscopale, et il obtient d'être transféré à Avranches en 1379.

## Source
- L'ancienne église de France. Province ecclésiastique de Rouen, 1866.